# L'Incroyable Randonnée
Pour le remake de 1993, voir L'Incroyable Voyage (film).
Pour plus de détails, voir Fiche technique et Distribution.
L'Incroyable Randonnée (The Incredible Journey) est un film américano-canadien de Walt Disney Pictures réalisé par Fletcher Markle, sorti en 1963, adapté du roman britannique L'Incroyable Voyage de Sheila Burnford (1961).

## Synopsis
Devant séjourner à l'étranger, la famille Hunter confie ses deux chiens, Blanco le bull-terrier et Youpi le labrador, et leur chat siamois Tao, à la garde de leur ami John Longridge, qui vit en campagne. Longridge devant partir chasser les canards, il demande à son voisin de veiller sur les animaux en son absence. Voyant partir Longridge, les trois animaux pensent qu'ils ont été abandonnés. Ils décident alors de partir à la recherche de leur vraie maison.
Un quiproquo a fait que Longridge croit que les animaux ont été pris en charge par le voisin, tandis que le voisin pense que Longridge les a emmenés avec lui à la chasse. Ce n'est qu'au bout de plusieurs semaines qu'on se rend compte de la disparition des animaux de compagnie. Les trois amis à pattes parcourront 400 kilomètres dans l'immensité peu peuplée du Canada, s'aidant et s'encourageant pour lutter contre la faim, le terrain accidenté et les dangers de toute sorte, avant de réussir à retrouver leur maison et leurs maîtres.

## Fiche technique
Sauf mention contraire, les informations proviennent des sources concordantes suivantes : Leonard Maltin et IMDb
- Titre original et québécois : The Incredible Journey
- Titre français : L'Incroyable Randonnée
- Réalisation : Fletcher Markle, assisté de Mickey McCardle
- Scénario : James Algar, d'après le roman de Sheila Burnford (1961)
- Musique : Oliver Wallace
- Direction artistique : Carroll Clark et John B. Mansbridge
- Décors : Emile Kuri et Charles S. Thompson
- Costumes : Chuck Keehne
- Photographie : Kenneth Peach (Disney), Jack Couffer et Lloyd Beebe (Cangary Limited)
- Son : Robert O. Cook
- Montage : Norman R. Palmer
- Directeur d'équipe : William J. O'Sullivan
- Dresseur des animaux : Halleck H. Driscoll, William R. Koehler et Al Niemela
- Production : Walt Disney (non crédité)
  - Direction de production : Erwin L. Verity
  - Production sur site : Jack Couffer (Cangary Limited)
  - Coproduction : James Algar
- Sociétés de production : Walt Disney Productions (États-Unis), Cangary Limited (Canada)
- Sociétés de distribution : Buena Vista Pictures (États-Unis) ; Buena Vista Distribution Company (International)
- Budget : n/a[3]
- Pays de production :  États-Unis,  Canada
- Langue originale : anglais
- Format : couleur (Technicolor) — 35 mm — 1,85:1 (Panavision) — son Mono (RCA Sound Recording)
- Genre : aventure, drame
- Durée : 80 minutes
- Dates de sortie[4] :
  - États-Unis : 20 novembre 1963
  - France : 16 septembre 1964
- Classification :
  - États-Unis : tous publics (G - General Audiences)
  - France : tous publics (conseillé à partir de 8 ans)[5],[6]

## Distribution
- Émile Genest (VF : Claude Bertrand) : John Longridge
- John Drainie (VF : Jean Berger) : Professor Jim Hunter
- Tommy Tweed (VF : Raymond Rognoni) : The Hermit
- Sandra Scott : Nancy Hunter
- Syme Jago : Helvi Nurmi
- Marion Finlayson : Elizabeth Hunter
- Ronald Cohoon : Peter Hunter
- Robert Christie (VF : Gérard Buhr) : James MacKenzie
- Beth Lockerbie : Nell MacKenzie
- Jan Rubes (VF : Georges Atlas) : Carl Nurmi
- Irena Meyeska : Mrs. Kylie Nurmi
- Beth Amos : Mrs. Jo Oakes
- Eric Clavering (VF : Jean Berton) : Bert Oakes
- Rex Allen (VF : Roland Ménard) : narrateur

Sauf mention contraire, les informations proviennent des sources suivantes : Leonard Maltin, Dave Smith et IMDb

## Sorties Cinéma
Sauf mention contraire, les informations suivantes sont issues de l'Internet Movie Database.
- États-Unis : 30 octobre 1963 (première), 20 novembre 1963 (sortie nationale)
- Canada : 4 novembre 1963 (première)
- Espagne : 20 novembre 1963
- Royaume-Uni : 7 février 1964 (Londres) ; 24 mai 1964 (sortie nationale)
- France : 16 septembre 1964
- Italie : 16 octobre 1964
- Irlande : 25 décembre 1964
- Japon : 15 janvier 1965 (sortie nationale) ; 22 juillet 1972 (ressortie)
- Danemark : 13 mai 1965
- Brésil : 1966
- Mexique : 6 janvier 1966
- Finlande : 28 janvier 1966 (sortie nationale) ; 30 avril 1982 (ressortie)
- Suède : 2 avril 1966
- Allemagne de l'Ouest : 8 avril 1966
- Uruguay : 19 septembre 1966 (Montevideo)

## Origine et production
Après trois films Nomades du Nord (1961), Compagnon d'aventure (1962) et La Légende de Lobo (1962), le studio Disney utilise à nouveau les services du studio Calgary Limited pour réaliser un film utilisant les décors naturels du Canada. L'histoire est basée sur un roman de Sheila Burnford. C'est un scénario simple, une famille part en vacances et confie leurs trois animaux, deux chiens et un chat, à un ami vivant à 250 milles (402 km). Celui-ci les laissent pour aller chasser plusieurs jours. Les animaux décident alors de partir et retrouver leur famille.
Le film a été diffusé dans l'émission The Wonderful World of Disney le 23 octobre 1977 sur NBC. L'Incroyable Randonnée est ressorti en 1969. Le film n'a pas été un blockbuster mais a quand même joui d'un certain succès, au point qu'un remake a été réalisé en 1993, L'Incroyable Voyage, dont la principale différence est que cette fois les animaux parlent,. Le film est sorti en vidéo en 1984 et 1994.

## Analyse
Pour Leonard Maltin, le film mélange du matériel digne des True Life Adventures avec de la pure fiction, ce qui en fait un film fascinant pour le jeune public. Howard Thompson du  New York Times émet quelques réserves et écrit que le film est idéal pour les petits, aussi gentil, affectueux et chaleureux que n'importe quel propriétaire de toutou peut le désirer ... les expressions des animaux étant plus porteuses de significations que la plupart des visages humains rencontrés. Variety considère le film comme exceptionnel pour les jeunes voulant une histoire d'aventure colorée. Le magazine Time écrit simplement que c'est une jolie et charmante petite histoire d'animaux de compagnie.
Douglas Brode associe le film à plusieurs productions de la société Disney où les animaux servent à travers différentes espèces à faire passer un message d'acceptation des autres et d'une meilleure humanité.  Pour Brode, la production phare de ce thème est l'attraction It's a Small World que plusieurs films transposent avec des animaux Nomades du Nord (1961), 'Incroyable Randonnée, A Tale of Two Critters (1977) et Rox et Rouky (1981).